# Stubintråd

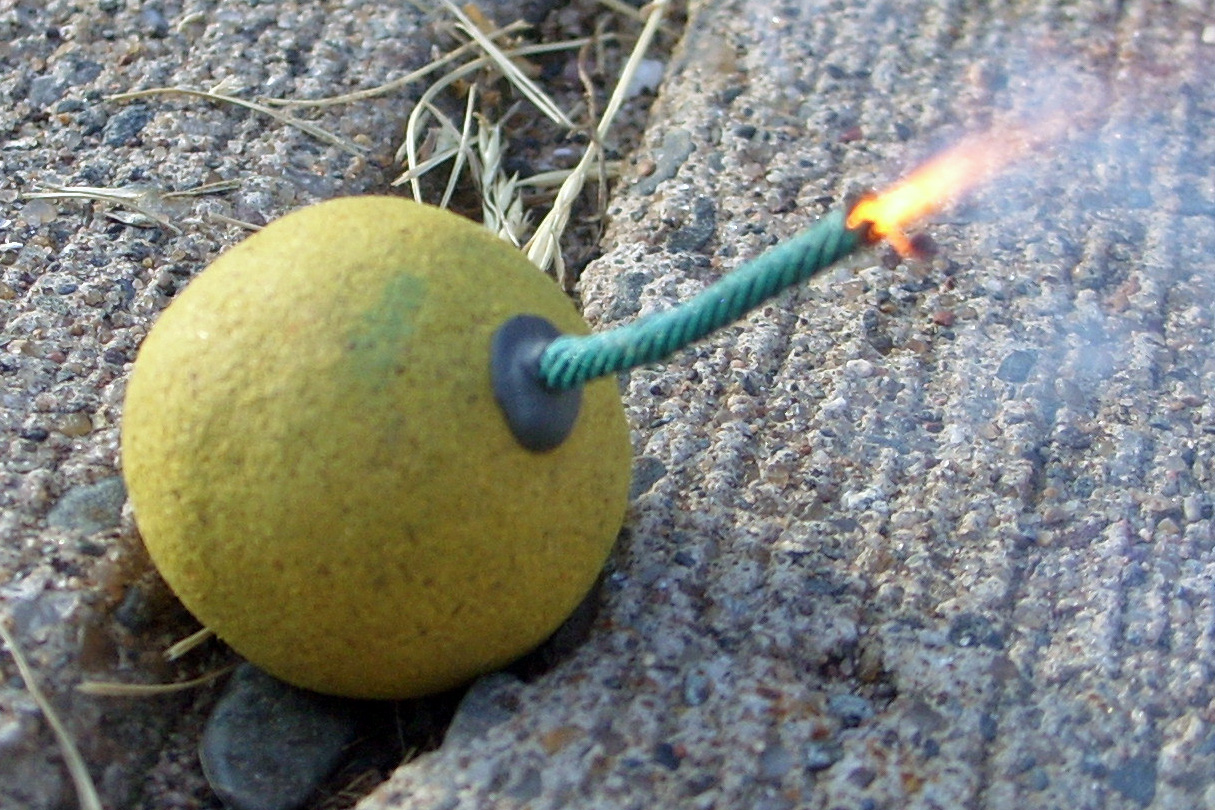
Tänd stubin till en rökbomb.

Stubin (själva apteringen) eller stubintråd (själva materialet) är ett brännbart ämne i form av en sträng och med garn eller dito runtom. Den är avsedd för att användas till att antända sprängämnen och pyrotekniska produkter. Kännetecknande för stubiner är att de brinner med en för olika stubiner bestämd hastighet. Brinnhastigheten är viktigt då slumpmässig brinnhastighet är en stor säkerhetsrisk vid såväl sprängning som pyrotekniskt arbete.
Stubintrådar för pyrotekniskt- och sprängbruk finns av många olika slag. Nedan listas några av de vanligaste förekommande stubinerna.
- Fyrverkarstubin/Nakenstubin är den enklaste formen av stubin. Den består i regel av en eller flera bomullstrådar som är indränkt i svartkrut eller liknande ämne. Den brinner relativt långsamt, runt 2-3 cm per sekund. Användningsområdet är oftast som stubin att tända på.

- Snabbstubin är en nakenstubin med ett hölje av papper eller plastat papper. Höljet gör att het gas och låga, som bildas vid förbränning pressas fram längs med stubinen och antänder den snabbt. Brinntiden är vanligtvis runt 25 meter per sekund. Den används vanligtvis som stubin mellan en viscostubin och drivladdningen i en pjäs. Andra användningsområden är vid professionellt bruk, då flera pjäser skall tändas från en och samma tändpunkt.[2]

- Viscostubin är en typ av stubin som alltid skall finnas i pyrotekniska konsumentpjäser. Den är uppbyggt av en kärna av svartkrut med en hylsa av väv utanpå. Utsidan av stubinen är sedan lackad för att skydda mot väta. Den kännetecknas av sin vanligtvis gröna färg. Den brinner långsamt, runt 1,5 cm per sekund. Genom sitt hölje är den mycket svår att antända annat än i oskyddade ändar.

- Fördröjningsstubin är det som används som fördröjare i fyrverkeribomber, bombkjedjor, romerska ljus mm. Den brinner cirka 1 cm/s och finns i olika tjocklekar, 5–12 mm. Den moderna europeiska stubinen består av krut omspunnet med garn som sedan gjutits in i plast. "Japansk" fördröjningsstubin saknar plastskiktet men har ofta dubbla lager tråd som lackats.

- Tjärstubin är den gamla typen av sprängstubin, som idag nästan helt har ersatts med ovanstående stubintyp.

- Eltändare är ett halvfabrikat till en sprängkapsel, som används som antändningskälla då man använder sig av elektrisk avfyrning. Den består av två kablar med en motståndstråd som täckts med en pyroteknisk sats eller en ledande sats. När en elektrisk ström går genom tändaren värms satsen upp och antänds med en snabb sticklåga.

Eltändare kan också förstärkas med olika satser och användas som "Squibs" eller kroppsträffar, skottmarkeringar eller för att tända nonelslang. 
- Detonerande stubin är konstruerad som fördröjningsstubin med en kärna av pentyl. Den brinner cirka 7 km/s och finns med olika mängder sprängämne/m.

- Nonel är en plastslang med ett tunt lager sprängämne och aluminiumpulver på insidan. Stötvågen leds fram till tändhatten utan att spränga höljet. Brinnhastighet cirka 2 km/s.